# Olof Solenius
Olof Solenius, född 1702 i Torsåkers församling, Gävleborgs län, död 14 maj 1772 i Torsåkers församling, Gävleborgs län, var en svensk präst.

## Biografi
Olof Solenius föddes 1702. Han var son till en bonde i Torsåkers socken. Solenius blev 1721 student vid Uppsala universitet och prästvigdes 1727. Han blev 1731 komminister i Järlåsa församling och 1740 kyrkoherde i Järlåsa församling. Solenius var 1751 respondent vid prästmötet och blev 1752 kyrkoherde i Torsåkers församling. Han utnämndes 1762 till prost och avled 1772 i Torsåkers socken.

### Familj
Solenius gifte sig första gången med Anna Halsenia (1718–1758), dotter till kyrkoherden Georg Halsenius i Huddunge församling.
Solenius gifte sig andra gången 23 oktober 1759 i Torsåkers socken med Anna Elisabet Treffenhielm (1723–1785), dotter till fänriken Alexander Treffenhielm vid Kronobergs regemente och Maria Elisabet von Knicken. De fick tillsammans barnen apologisten Pehr Solenius i Uppsala, traktören Eric Solenius, Brita Solenius som var gift med rådmannen J. H. Ekegren i Hedemora och Christina Solenius som var gift med komministern J. Wallén i Tosåkers församling.